# Kevin McHale
Kevin McHale (ur. 19 grudnia 1957 w Hibbing) – amerykański koszykarz, występujący na pozycji silnego skrzydłowego, po zakończeniu kariery zawodniczej - trener koszykarski, trzykrotny mistrz NBA, członek Koszykarskiej Galerii Sław.
Mierzący 209 cm wzrostu koszykarz studiował na University of Minnesota, gdzie występował w drużynie uczelnianej Minnesota Golden Gophers. Do NBA został wybrany z 3. numerem w drafcie 1980 przez Boston Celtics. W Bostonie spędził całą karierę (1980-93). Przez większość czasu był rezerwowym, jednak nie przeszkodziło mu to stać się czołowym graczem ligi. Równie dobrze sprawdzał się w obronie jak i ataku (miał sezony z 60% skutecznością z gry). Z Larrym Birdem oraz Robertem Parishem stworzył trio, które trzy razy (1981, 1984, 1986) poprowadziło Celtics do mistrzostwa.
Siedem razy brał udział w meczu gwiazd NBA. Dwukrotnie był wybierany najlepszym rezerwowym ligi. W 1996 znalazł się wśród 50 najlepszych graczy występujących kiedykolwiek w NBA.
W 2011 został głównym trenerem Houston Rockets.

## Osiągnięcia

### NCAA
- Zaliczony do Akademickiej Galerii Sław Koszykówki (2006)[1]
- Drużyna Minnesota Golden Gophers zastrzegła należący do niego numer 44

### NBA
- trzykrotny mistrz NBA (1981, 1984, 1986)[2]
- dwukrotny Wicemistrz NBA (1985, 1987)[2]
- 7-krotny uczestnik NBA All-Star Game (1984, 1986–91)[3]
- Wybrany do:
  - I składu:
    - NBA (1987)[4]
    - defensywnego NBA (1986–1988)[5]
    - debiutantów NBA (1981)[6]

  - II składu defensywnego NBA (1983, 1989, 1990)[5]
- dwukrotny laureat nagrody - Najlepszego rezerwowego sezonu (1984-85)[7]
- Zwycięzca turnieju McDonald’s Open Championships w Paryżu (1991)
- dwukrotny lider NBA w skuteczności rzutów z gry (1987, 1988)
- Klub Celtics zastrzegł należący do niego w numer 32[8]
- Zaliczony do:
  - grona 50 Najlepszych Zawodników w Historii NBA (NBA’s 50th Anniversary All-Time Team – 1996)[9]
  - składu najlepszych zawodników w historii NBA, wybranego z okazji obchodów 75-lecia istnienia ligi (2021)[10]
- Członek Koszykarskiej Galerii Sław (Naismith Memorial Basketball Hall Of Fame - 1999)[11]
- Lider play-off NBA w liczbie celnych rzutów wolnych (1985)[12]

### Kadra
- Mistrz:
  - igrzysk panamerykańskich (1979)[13]
  - uniwersjady (1979)[14]